# بطولة العالم لسباق الدراجات على الطريق 1986
بطولة العالم لسباق الدراجات على الطريق 1986 هي الدورة ال59 من بطولة العالم لسباق الدراجات على الطريق، أجريت في كولورادو سبرينغس، الولايات المتحدة.

## برنامج المسابقات
رجال
- سباق الطريق ضد الساعة.
- سباق الطريق ضد الساعة للفرق.

سيدات
- سباق الطريق المداري.

شبان
- سباق الطريق المداري للشبان.

## النتائج النهائية
| المسابقة              | ذهبية                    | فضية                           | برونزية                 |
| --------------------- | ------------------------ | ------------------------------ | ----------------------- |
| الرجال                |                          |                                |                         |
| سباق الطريق ضد الساعة | مورينو أرجنتين (إيطاليا) | شارلي موتيت (فرنسا)            | جوزيبي ساروني (إيطاليا) |
| الفريق البطل          | هولندا                   | إيطاليا                        | ألمانيا الشرقية         |
| السيدات               |                          |                                |                         |
| سباق الطريق المداري   | جيني لونغو (فرنسا)       | جانيل باركس (الولايات المتحدة) | Alla Jakovleva (URS)    |
| شبان                  |                          |                                |                         |
| سباق الطريق المداري   | Michel Zanoli (هولندا)   | Richard Luppes (هولندا)        | Bart Leysen (بلجيكا)    |